# ئی‌ام‌دی اف‌پی۷
ئی‌ام‌دی اف‌پی۷ (انگلیسی: EMD FP7) یک لوکوموتیو ساخت شرکت الکترو-موتیو دیزل است.
این لوکوموتیو که از سال ۱۹۴۹ تا ۱۹۵۳ تولید میشده، دارای ۱۶ سیلندر، ۱۲۰٬۰۰۰ کیلوگرم وزن و ۱٬۵۰۰ اسب بخار (۱٬۱۰۰ کیلووات) توان بوده است.